# Agresiones sexuales en We Are Sthlm
La policía no informó de docenas de denuncias de agresiones sexuales en 2014 y 2015 en el We Are Sthlm, un festival para jóvenes en la capital de Suecia Estocolmo. Entre 2014 y 2015 mujeres que asistieron al festival denunciaron a la policía 38 casos de acoso sexual en el We Are Sthlm, la mayoría de las cuales tenían menos de 15 años, pero dichas denuncias no fueron difundidas en su momento en sus comunicados de prensa. El portavoz de la policía en 2016 Varg Gyllander, durante el escándalo por las Agresiones sexuales de Nochevieja en Alemania, insinuó que el no haber informado de las denuncias en 2015 y 2014 podría haberse debido en parte al miedo de la policía a "hablar sobre estos temas en el contexto del debate migratorio hoy".

## Contexto
We Are Sthlm se creó como un festival de verano para jóvenes en 2000 con el nombre de "Ung08" con conciertos anuales gratuitos y eventos en el centro de Estocolmo. La iniciativa tuvo éxito y recibió el apoyo del  ayuntamiento de Estocolmo en 2003. En 2013, 160 000 personas acudieron al festiva que cambió su nombre por "We Are Sthlm".
Se denunciaron violaciones en los festivales de música de Arvika en 2006 y 2010, en Emmaboda en 2014, y en Bråvalla en 2015. En los festivales de Arvika, la policía informó de las denuncias por violación pero tildó ambos eventos de "tranquilos".

## Festivales de 2014 y 2015
Entre 2014 y 2015 mujeres que asistieron al festival denunciaron a la policía 38 casos de acoso sexual en el We Are Sthlm, la mayoría de las cuales tenían menos de 15 años, pero la policía de Estocolmo no dio a conocer dichas supuestas agresiones en sus comunicados de prensa en aquel momento, así mismo no parece que las agresiones hubieran sido investigadas a fondo.
Un portavoz de la policía minimizó el alcance de dichos casos de acosos afirmando: en torno a 15 denuncias de dicho tipo, de entre 170 000 personas congregadas durante cinco días en un festival de música para jóvenes, "siguen siendo demasiados, pero tampoco son tantos".
En relación al festival de 2015, Sveriges Radio informó en agosto de 2015 casos de acoso sexual dicho año, y de que el festival había aquejado dichos problemas durante años.
El 10 de enero de 2016 el periódico Dagens Nyheter, durante el escándalo por las agresiones sexuales de Nochevieja en Alemania, obtuvo documentos internos de la policía e informó de lo que tachó de operación policial de encubrimiento de las agresiones sexuales. El Dagens Nyheter concluyó que el acoso sexual había sido un problema desde el comienzo del festival en 2000, pero que dicha información había sido ocultada para intentar no daña la reputación del evento.
El portavoz de la policía, Varg Gyllander sugirió el 11 de enero de 2016 que no se había informado en 2015 y 2014 debido a la ""autocensura" por parte de ciertos oficiales de policía ", dado que parte de los "miembros de la policía ... tienen miedo de hablar de dichos asuntos en el contexto actual del debate migatorio".

## Cobertura mediática en 2016
El 9 de enero, el periodista criminalista Lasse Wierup publicó un artículo en el periódico Dagens Nyheter en respuesta a las agresiones sexuales de Nochevieja en Alemania, especialmente en Colonia. Wierup destacó la similitud entre las agresiones en Alemania y las denuncias sobre incidentes en Kalmar y en el festival We Are Sthlm en agosto de 2015. Wierup se mostró crítico ante la ausencia de cobertura mediática y cuestionaba los motivos de la asusencia de dicha cobertura y su implicaciones en la seguridad de las mujeres en los espacios públicos. Dagens Nyeter recibió un soplo sobre el evento, pero no pudo verificarlo. Al día siguiente, Dagens Nyheter publicó un artículo criticando a la policía de Estocolmo por ocultar información en su comunicado a la prensa y apuntó a no habían informado de los asaltos de deliberadamente.
La historia captó la atención internacional, en parte porque se dio a conocer poco después de las agresiones sexuales de Nochevieja en Alemania y tras las agresiones en la ciudad sueca de Malmö durante el Año Nuevo. The Guardian afirmaba que "los medios" habían "ocultado deliberadamente" las agresiones para no incrementar el sentimiento antimigratorio.
Según un informe, se le instruyó a la policía en 2015 que permanecieran alerta ante posibles agresiones sexuales a mujeres por parte jóvenes varones en la multitud , dado que en años anteriores ya se había producido dichos delitos, mayormente a manos de migrantes, incluyendo afganos. David Brax, un investigador sobre crímenes de odio en la Universidad de Gotemburgo, planteó la hipótesis de que la policía estuviera preocupada de que se produjeran agresiones a inmigrantes como represalia si los crímenes se hacían públicos, pero también predijo que una ocultación por parte de la prensa justificaría la creencia de la extrema derecha de que los medios no informaban de los crímenes llevados a cabo por inmigrantes.
El comisionado de la Policía Nacional, Dan Eliasson, ordenó una investigación internal abierta a tomar medidas disciplinares o judiciales si la policía había cometido algún tipo de infracción. El Primer ministro de Suecia, Stefan Löfven, afirmó que las mujeres asaltadas fueron víctimas de una "doble traición" y prometió una respuesta rápida par abordar los sucesos.
Un joven de 15 años fue arrestado el 11 de enero de 2016 por cargos de agresión y agresión sexual contra dos chicas de 14 años en el festival del verano de 2015.

## Festival de 2018
Tras el adelantamiento de la hora de clausura del festival y la reordenación de las actuaciones se consiguió reducir en número de incidentes en un 90%.

## Reacciones
El primer ministro sueco Stefan Löfven criticó duramente a la policía:
"Estoy muy enfadado de que las mújeres jóvenes no puedan acudir a un festival de música sin ser agredidas, acosadas sexualmente y atacadas... Es un grave problema democrático para todo nuestro país," declaró después de que la policía no hiciese pública la información sobre dichos incidentes en su momento.

## Acusaciones de encubrimiento por parte de los medios
Hubo acusaciones de encubrimiento por parte de la prensa. Los Demócratas de Suecia, un partido socialconservador, antiinmigración, afirmó en enero de 2016 que se habían puesto en conocimiento de DN los crímenes pero no se había informado de los mismos porque habría beneficiado la agenda de los Demócratas de Suecia. En una entrevista anónima con la revista noruega Journalisten, un psicólogo denunció que le había proporcionado la información a DN y criticó duramente al periódico por no hacer nada. El editor del DN Caspar Opitz rechazó las acusaciones y afirmó que su periódico había investigado el asunto pero no pudo cotejar los hechos. En respuesta a las preguntas, Opitz afirmó que su equipo intentó investigar el asunto en varias ocasiones y que incluso descubrió que algunas informaciones no eran ciertas (como por ejemplo, el alto número de personas arrestadas). Aseveró además que la falta de pruebas había llevado a que ni tan siquiera los medios de comunicación alternativos se hubieran hecho eco de la noticia.